# Andy Borg
Andy Borg geboren als Adolf Andreas Meyer (Wenen, 2 november 1960) is een Oostenrijkse schlagerzanger en presentator.

## Jeugd en opleiding
Andy Borg voltooide na beëindiging van de middelbare school een opleiding tot monteur en bezocht de technische school in Amstetten in Neder-Oostenrijk. Dankzij Die große Chance, een show voor nieuwe talenten van de ORF, werd hij ontdekt door Kurt Feltz voor de schlagerbusiness en zong vervolgens populaire volksmuziek.

## Carrière
Met het nummer Adios Amor maakte hij zijn doorbraak. Er volgden meerdere hits, waaronder Arrividerci Claire, Die berühmten drei Worte en Ich will nicht wissen, wie du heißt. In 1990 nam hij deel aan de Grand Prix der Volksmusik met de kinderster Alexandra met het nummer Komm setz' di auf an Sonnenstrahl, dat achter de Kastelruther Spatzen en het Alpentrio Tirol op de 3e plaats belandde.
Vanaf 1996 presenteerde hij de Schlagerparade der Volksmusik bij de tv-zender SF, later in het eerste programma. Vanaf september 2006 presenteerde hij als opvolger van Karl Moik de Musikantenstadl. In februari 2015 maakten de zenders ARD, ORF en SRF bekend, dat Borg de uitzending op 27 juni 2015 voor de laatste maal presenteren zou, omdat men het concept van de show fundamenteel moderniseren en verjongen wilde.

## Privéleven
Andy Borg woont in Thyrnau in de buurt van Passau en is voor de tweede keer getrouwd. Uit zijn eerste huwelijk had hij twee kinderen.

## Onderscheidingen
- 1983: Goldene Stimmgabel
- 2016: smago! Award
- Een Platina Plaat
- Negen Gouden Platen

## Discografie

### Singles
- 1982: Adios Amor
- 1982: Arrivederci Claire
- 1983: Weil wir uns lieben
- 1984: Ich will nicht wissen, wie Du heißt
- 1984: Barcarole vom Abschied
- 1985: Lang schon ging die Sonne unter
- 1985: Laß es mich ganz leise sagen
- 1986: Ich will Deine Tränen weinen
- 1986: Am Anfang war die Liebe
- 1987: Angelo mio
- 1988: Mama Domenica
- 1988: Ich brauch' dich jeden Tag
- 1991: Ich sag' es mit Musik
- 1992: Bleib bei mir heut' Nacht
- 1992: Liebe total
- 1993: Einmal wird der Wind sich wieder dreh'n
- 1993: Wer die Augen schließt (wird nie die Wahrheit seh’n) (als deel van Mut zur Menschlichkeit)
- 2007: Was hab ich nicht alles verloren
- 2011: Angelo Mio 2011 (Cesareo Project)
- 2016: Das hast du jetzt davon (Ein Lied für alle Mamas)
- 2016: Cara mia
- 2017: Wenn du einsam bist
- 2017: Saraha

### Albums
- 1982: Adios Amor
- 1984: Zärtliche Lieder
- 1984: Gabentisch der Lieder
- 1985: Komm ganz nah' zu mir
- 1986: Am Anfang war die Liebe
- 1987: Ich brauch' Dich jeden Tag
- 1988: Endstation Sehnsucht
- 1989: Bis wir uns wiederseh'n
- 1990: Komm setz di auf an Sonnenstrahl (met Alexandra)
- 1991: Ich sag' es mit Musik
- 1992: Bleib bei mir heut’ Nacht
- 1993: Einmal und immer wieder
- 1993: Single Hit Collection 1982 – 1992
- 1994: Ich brauch' ein bisschen Glück
- 1995: Ich freu' mich auf Dich
- 1996: Was wäre wenn ...
- 1997: Gold
- 1998: Ich sag' ja zu Dir
- 2000: Andy Borg 2000
- 2001: Super Glücklich
- 2002: Herzklopfzeichen
- 2004: Träumen erlaubt
- 2005: Wenn erst der Abend kommt (... zingt zijn favoriete hits)
- 2005: Für dich allein – Die schönsten Liebeslieder
- 2006: Das ist mir zu gefährlich
- 2008: Weihnachten
- 2009: Santa Maria
- 2011: Komm ein bisschen mit
- 2012: Blauer Horizont
- 2014: San Amore
- 2015: 33 Jahre Adios Amor
- 2017: Cara mia
- 2018: Jugendliebe
- 2019: Schlager-Spass Mit Andy Borg
- 2020: Erinnerungen An Schone Zeiten
- 2020: Es war einmal

## Presentaties
- sinds 2018: Schlager-Spaß, SWR
- sinds 2016: Andy Borg bei Freunden, Melodie TV

- Biblioteca Nacional de España: XX1788852
- Bibliothèque nationale de France: cb14456831c (data)
- Gemeinsame Normdatei: 118661795
- International Standard Name Identifier: 0000 0000 5944 2998
- MusicBrainz: 02b21439-02f9-4d46-9938-27da30088ef4
- Nederlandse Thesaurus van Auteursnamen: 070777160
- Virtual International Authority File: 52483149
- WorldCat: E39PBJdCjYYPKFXt4P4hKRw6Kd